# ماریان (پنسیلوانیا)
ماریان (به انگلیسی: Marianne) یک منطقهٔ مسکونی در ایالات متحده آمریکا است که در شهرستان کلریان، پنسیلوانیا واقع شده‌است. ماریان ۳٫۷۷ کیلومتر مربع مساحت و ۱٬۱۶۷ نفر جمعیت دارد و ۴۲۷٫۹۴ متر بالاتر از سطح دریا واقع شده‌است.